# Giovanni Battista Lucchini
Giovanni Battista Lucchini (Caprino Veronese, 10 giugno 1903 – Gibilterra, 20 agosto 1940) è stato un aviatore e militare italiano, pluridecorato pilota collaudatore e primatista mondiale, partecipò alla corsa Istres-Damasco-Parigi classificandosi con il suo equipaggio al secondo posto. Durante la seconda guerra mondiale guidò una delle prime missioni di bombardamento a lungo raggio contro la rada di Gibilterra pilotando un velivolo trimotore Savoia-Marchetti S.M.82 Marsupiale.

## Biografia
Nacque a Caprino Veronese, provincia di Verona, il 10 giugno 1903. Frequentò le scuole superiori a Verona, dove fu preso dalla passione per il volo. Scappato di casa per recarsi a Bresso dove esisteva una scuola di volo civile, venne raggiunto dal padre che voleva riportarlo a casa, ma che dovette rassegnarsi a vederlo pilota. Il 1º gennaio 1924 entrò come allievo sottufficiale pilota presso la scuola di Cameri, nei pressi di Novara. Completato il corso in quello stesso anno fu nominato sergente pilota, e decise di intraprendere la carriera militare. Ammesso a frequentare il corso integrativo per ufficiali piloti in servizio permanente effettivo (s.p.e.), nel settembre 1928 fu nominato sottotenente. La prima destinazione fu presso la 81ª Squadriglia aeroplani del 1º Stormo Caccia Terrestre di stanza sull'aeroporto di Campoformido, alle dipendenze del tenente colonnello Rino Corso Fougier. Ricevette un addestramento acrobatico completo, sia individuale che collettivo. Lo Stormo era allora alle dipendenze della 3ª Brigata Caccia, composta anche dal 4º Stormo di Gorizia, al comando del colonnello Amedeo di Savoia Duca d'Aosta. Nell'ottobre del 1928 lo Stormo transitò sui nuovi caccia Fiat C.R.20, ed egli incominciò a volare con le pattuglie acrobatiche che si addestravano quotidianamente in vista delle future esibizioni in Italia e in Europa.
Nel 1935 il neo capitano fu assegnato al Reparto volo del 1º Centro Sperimentale di Montecelio, dove ottenne l'abilitazione su un numero impressionante di velivoli tra cui: Fiat C.R. Asso, Macchi C.200 Saetta, Fiat G.50 Freccia, Reggiane Re.2000, Caproni Ca.113, IMAM Ro.41, Caproni Vizzola F.5, Macchi M.39, Macchi M.41, Macchi M.52, Savoia-Marchetti S.79 Sparviero, Breda Ba.79, ecc, ecc. Tra il 20 e il 21 agosto 1937, assegnato alla 205ª Squadriglia da Bombardamento prese parte al volo record Istres-Damasco-Parigi a bordo di un S.79, classificandosi al secondo posto dietro all'equipaggio Cupini-Paradisi e davanti a quello formato da Biseo-Mussolini.
Nel mese di settembre convolò a giuste nozze con la signorina Giliola, figlia di Giuseppe Gilera, fondatore dell'omonima casa di produzione motociclistica di Arcore. La coppia ebbe due figli, Fabio Lucchini Gilera e Massimo Lucchini Gilera. Il 30 novembre stabilì con un S.79 il primato mondiale di velocità su circuito di 1.000 km con 5.000 kg di carico utile. Nel febbraio 1940, come conseguenza delle imprese compiute, fu promosso al grado di maggiore.
Il 10 giugno dello stesso anno il Regno d'Italia dichiarò guerra alla Francia e alla Gran Bretagna, e lo Stato maggiore della Regia Aeronautica predispose una squadriglia di bombardieri a lungo raggio, dotata di Savoia-Marchetti S.M.82 Marsupiale appositamente attrezzati per colpire la base navale di Gibilterra. Compì inizialmente due missioni di bombardamento sperimentali, con decollo e rientro ad Alghero, prima dell'assegnazione dei velivoli ad un apposito reparto, la 229ª Squadriglia, 89º Gruppo del 32º Stormo Bombardamento di Decimomannu. Il 15 agosto 1940 sostituì il tenente colonnello Renzo Cozzi al comando del 3º Gruppo caccia terrestre, ma rimase temporaneamente presso il 32º Stormo in vista di un'impresa particolarmente delicata, la prima missione operativa su Gibilterra compiuta da due aerei il 20 agosto 1940. Durante la missione il suo velivolo fu abbattuto dal fuoco antiaereo, precipitando in mare nella baia di Algeciras (oltre a lui a bordo vi erano Ireneo Moretti, il tenente pilota Francesco Paolo Materi, il maresciallo marconista Anselmo Bolzanin, il primo aviere motorista Paolo Gennari ed il primo aviere armiere Gavino Casu). Per il suo sacrificio fu decorato con una Medaglia d'argento al valor militare "alla memoria".

### Annotazioni
1. ↑  Si esibì in numerose città tra cui Berlino, Zurigo, Parigi.
2. ↑  Cinquantadue diversi tra il 1935 e il 1940, senza mai subire il benché minimo incidente.
3. ↑  L'altro era al comando del capitano Enrico Rossaldi.
4. ↑  Registrato alla Corte dei Conti il 27 novembre 1948 registro n.5 Aeronautica, foglio n.244.

### Fonti
1. 1 2 3 4  Massimello 2011, p. 31.
2. 1 2 3 4  Massimello 2011, p. 32.
3. 1 2  Massimello 2011, p. 33.
4. ↑  Massimello 2011, p. 34.
5. 1 2 3  Massimello 2011, p. 35.
6. 1 2 3 4 5  Massimello 2011, p. 36.